# Hlyboka

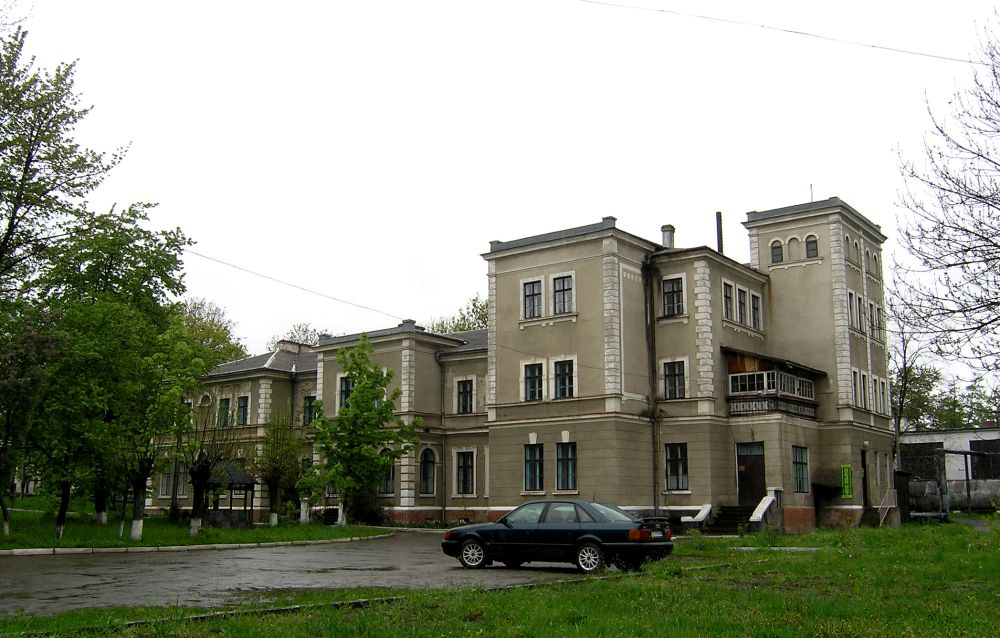
Anwesen der polnischen Adelsfamilie Skibniewski (1998)

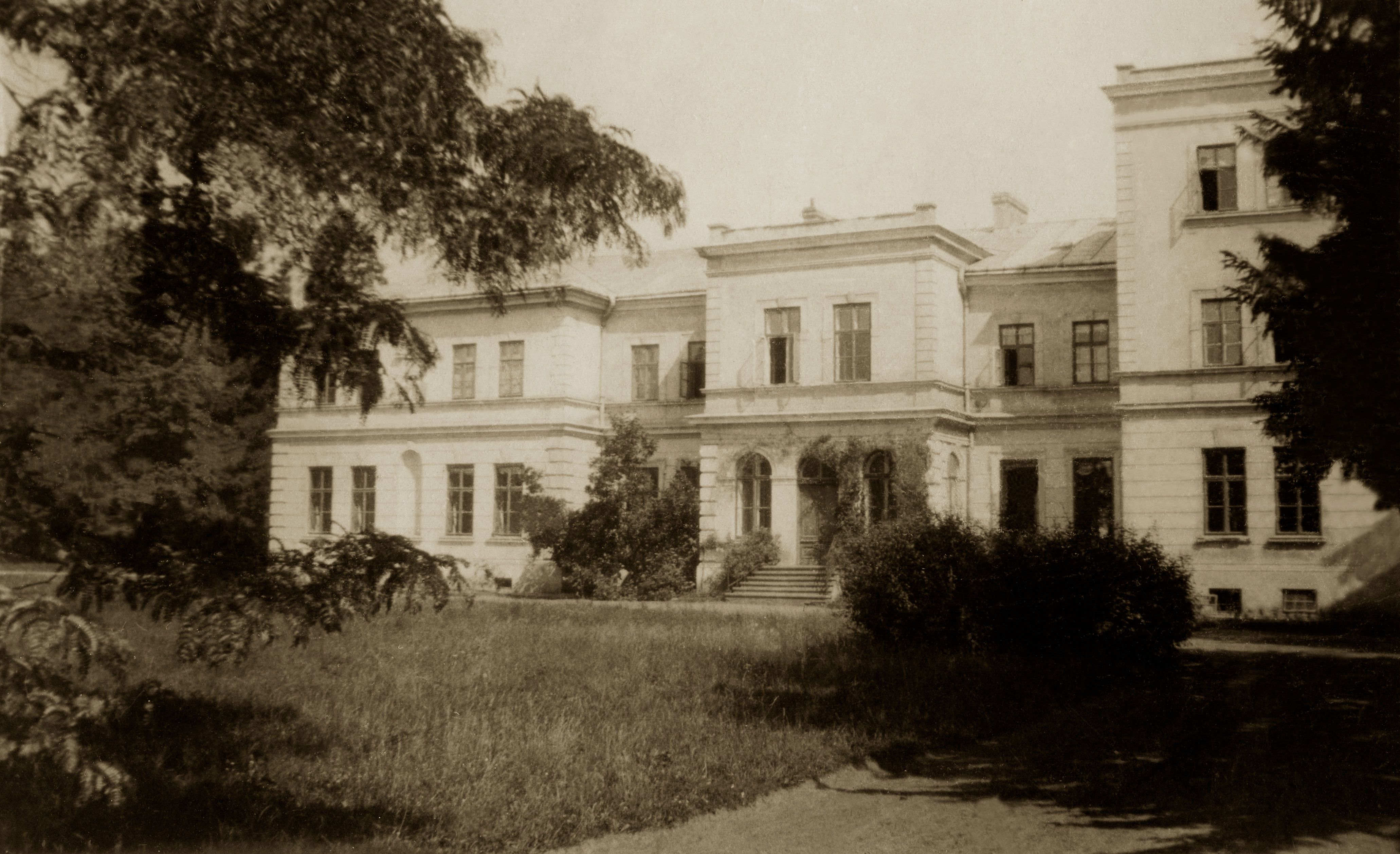
Anwesen der polnischen Adelsfamilie Skibniewski (1925)

Hlyboka (ukrainisch Глибока; deutsch und polnisch Hliboka, russisch Глыбокая Glybokaja, rumänisch Adâncata) ist eine Siedlung städtischen Typs in der ukrainischen Oblast Tscherniwzi. Sie liegt südlich des Pruths, etwa 23 km südlich von Czernowitz der nördlichen Bukowina.

## Name
Der Name Hlyboka leitet sich vom slawischen Wort глибо́кий ab, was „tief“ bereutet. Wahrscheinlich entstand das Dorf in einer tiefen Senke.

## Geschichte
Die Siedlung wurde 1438 zum ersten Mal schriftlich erwähnt und gehörte dann bis 1774 zum Fürstentum Moldau. Danach war es der ein Teil Österreichs im Kronland Bukowina.
1869 wurde der Ort an das Eisenbahnnetz durch den Bau der Strecke Czernowitz–Suczawa (im Besitz der Lemberg-Czernowitz-Jassy-Eisenbahn) angeschlossen, am 30. November 1886 kam die unter der Führung der Bukowinaer Lokalbahnen gebaute Lokalbahn Hliboka–Berhometh am Sereth hinzu, am 1. Januar 1897 folgte dann die durch die Neue Bukowinaer Lokalbahn-Gesellschaft betriebene Lokalbahn Hliboka–Sereth.
Große Teile des Ortes waren in der Hand polnischer Adliger, zuletzt war dies die Familie Skibniewski.

Seit 1857 kam es zur Ansiedlung deutscher Siedler aus anderen Kolonien in Galizien und der Bukowina in die bestehende Siedlung; 85 % von ihnen waren evangelisch. Ab November 1865 bestand auch eine private evangelische Volksschule, die 1902 vergrößert und in eine öffentliche Schule umgewandelt wurde; dies geschah im Zuge der „Umwandlung der Schul- in eine Pfarrgemeinde“ (so das Presbyterium in Czernowitz), wobei das alte Schulhaus in ein Pfarrhaus umgebaut wurde.

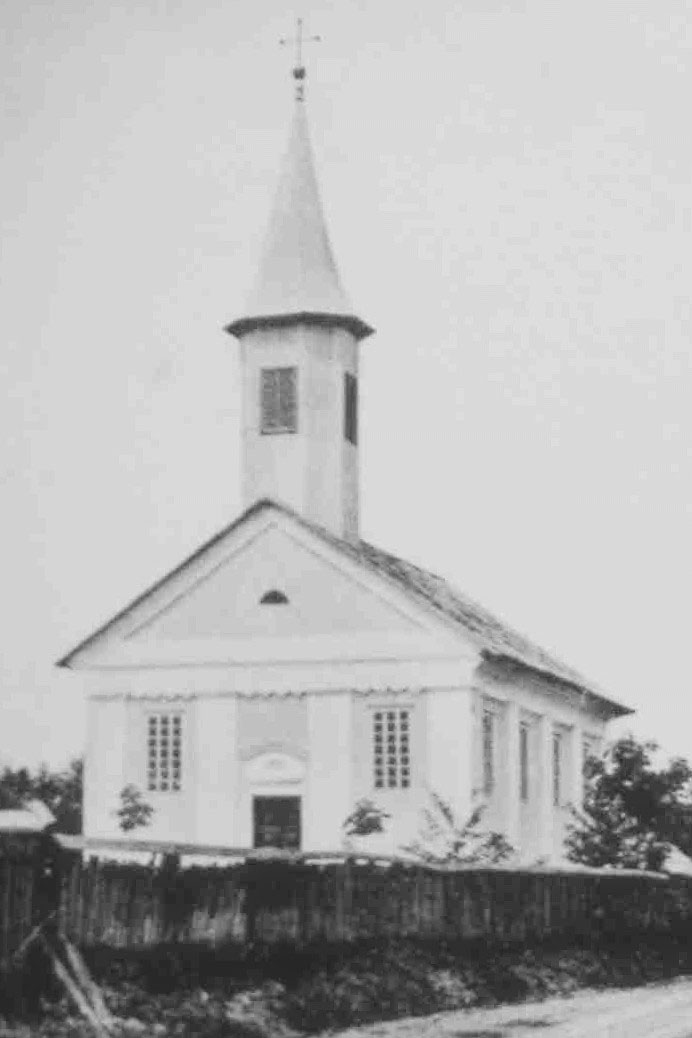
Frühere evangelische Kirche im Ort

Neben der griechisch-katholischen Kirche (für die Ukrainer) gab es eine römisch-katholische Kapelle (für die Polen) sowie eine griechisch-orientalische Kirche (für die Rumänen). 1885 wurde von der deutschen Gemeinde die evangelische Kirche eingeweiht, die 1903 auch eine Orgel erhielt. Auch in der mit Hlyboka verbundenen Gemeinde Terescheny, wo sich um die Jahrhundertwende ebenfalls eine kleine deutsche Ansiedlung gebildet hatte, konnte 1908 eine evangelische Kirche eingeweiht werden. Ab 1905 war die evangelische Gemeinde Hlyboka eine selbständige Pfarrgemeinde; bis 1940 haben dort nacheinander sechs Pfarrer gewirkt.

Nach dem Ende des Ersten Weltkriegs kam der Ort zu Rumänien (im Kreis Storojineț) und wurde Grenzstadt zu Polen. Die von Hitler mit Stalin verabredete Umsiedlung der Deutschen beendete 1940 die Anwesenheit der Deutschen in Hlyboka (siehe Bukowinadeutsche). Im Zuge der Annexion der Nordbukowina am 28. Juni 1940 wurde sie ein Teil der Sowjetunion (dazwischen 1941–1944 wiederum zu Rumänien) und ist seit 1991 ein Teil der Ukraine.
1956 wurde Hlyboka zur Siedlung städtischen Typs erhoben.
Von 1959 bis 1990 war auch das nordöstlich liegende Dorf Dymka ein Teil der Gemeinde.

## Verwaltungsgliederung
Am 10. Juli 2015 wurde die Siedlung städtischen Typs zum Zentrum der neu gegründeten Siedlungsgemeinde Hlyboka (Глибоцька селищна громада/Hlybozka selyschtschna hromada). Zu dieser zählen auch die Dörfer Mychajliwka und Tscherwona Dibrowa im Rajon Hlyboka; bis dahin bildete sie die Siedlungsratsgemeinde Hlyboka (Глибоцька селищна рада/Hlybozka selyschtschna rada).
Am 7. August 2017 kamen noch die Dörfer Nowyj Wowtschynez und Tscherepkiwzi zur Siedlungsgemeinde.
Am 26. Juni 2019 kam noch das Dorf Stertsche zur Siedlungsgemeinde.
Am 12. Juni 2020 kam noch die Dörfer Dymka, Opryscheny und Slobidka zur Siedlungsgemeinde, seit dem 17. Juli 2020 ist der Ort ein Teil des Rajons Tscherniwzi.
Folgende Orte sind neben dem Hauptort Hlyboka Teil der Gemeinde:
| Name                     | Name            | Name                                    | Name              | Name                |
| ukrainisch transkribiert | ukrainisch      | russisch                                | rumänisch         | deutsch             |
| ------------------------ | --------------- | --------------------------------------- | ----------------- | ------------------- |
| Dymka                    | Димка           | Дымка (Dymka)                           | Dimca             | Dymka/Trestiana     |
| Mychajliwka              | Михайлівка      | Михайловка (Michailowka)                | Mihuceni          | Mihuczeny           |
| Nowyj Wowtschynez        | Новий Вовчинець | Новый Волчинец (Nowy Woltschinez)       | Volcineţul Nou    | Maierhof Wolczynetz |
| Opryscheny               | Опришени        | Опришены (Oprischeny)                   | Oprişeni          | Oprischeny          |
| Slobidka                 | Слобідка        | Слободка (Slobodka)                     | Slobozia-Berlinți | Slobodzia-Berlince  |
| Stertsche                | Стерче          | Стерчье (Stertschje)                    | Stârcea           | Slobodzia-Styrcze   |
| Tscherepkiwzi            | Черепківці      | Черепковцы (Tscherepkowzy)              | Cerepcăuţi        | Czerepkoutz         |
| Tscherwona Dibrowa       | Червона Діброва | Червоная Диброва (Tscherwonaja Dibrowa) | Chicera           | Kiczera             |

## Persönlichkeiten
- Eugeniusz Abrahamowicz (1848–1905), polnischer Jurist und Politiker